# پانترفورست (آرکانزاس)
پانترفورست (به انگلیسی: Panther Forest) یک منطقهٔ مسکونی در ایالات متحده آمریکا است که در شهرستان چیکات، آرکانزاس واقع شده‌است. پانترفورست ۳۹٫۰۱ متر بالاتر از سطح دریا واقع شده‌است.